# STSAT-2C
STSAT-2C（Science and Technology Satellite 2C、韓国名：羅老科学衛星）は韓国の人工衛星。2013年1月30日に羅老3号機で打ち上げられた。STSAT-2Cは韓国のローンチ・ヴィークルで軌道投入に成功した最初の人工衛星となった。
羅老による2回の打ち上げ失敗でSTSAT-2AとSTSAT-2Bを失った韓国航空宇宙研究院は、急遽羅老に搭載する3機目の人工衛星が必要になり、2011年2月からSTSAT-2Cの開発をKAIST人工衛星研究センターで開始し、2012年8月に羅老宇宙センターに搬入した。
STSA-2Cには、軌道投入確認のためのレーザー反射鏡、宇宙放射線測定センサー、宇宙イオン測定センサー、レーザー発振器、姿勢制御用ホイール、赤外線映像センサーなどが搭載されている。太陽同期軌道で1日に地球を14周する。
予定されていた1年間の試験を終え、2014年4月以降通信を途絶、運用停止している。